# Galtara purata
Galtara purata là một loài bướm đêm thuộc phân họ Arctiinae, họ Erebidae.